# Österreichische Gesellschaft für Amerikastudien
Die Österreichische Gesellschaft für Amerikastudien – engl.: Austrian Association for American Studies (AAAS) – wurde 1975 gegründet, um die Amerikastudien an österreichischen Universitäten und anderen akademischen Institutionen zu etablieren und zu intensivieren. Dazu fördert die Gesellschaft seither Forschungsaktivitäten und -pläne von Forschenden in Österreich, bietet ein Netzwerk für den Austausch von Ideen und Informationen und pflegt weltweite Kontakte mit ähnlichen Organisationen. Die AAAS ist Mitglied im europäischen Dachverband European Association of American Studies.
Aus der AAAS gingen 2007 die Austria’s Young Americanists (AYA) hervor, unter deren Dach sich österreichische Amerikanistinnen und Amerikanisten in früheren Karrierestadien vernetzen.